# Teone Church
Teone Church (auch: Catholic Church of Teone) mit dem Catholic Center of Teone ist eine römisch-katholische Kirche in Vaiaku an der Südküste von Fongafale im Atoll Funafuti im Inselstaat Tuvalu im Pazifik.

## Architektur
Die Kirche steht im Ort Teone. Sie ist relativ bescheiden. Der Betonbau verfügt über einen kleinen Glockenturm-Aufsatz über dem Eingangsportal. Das Kirchenschiff hat einen charakteristischen Spitzgiebel. Trotz der geringen Größe ist die Kirche die Hauptkirche in der Region. Sie untersteht der Mission Sui Iuris of Funafuti (Missio sui iuris Funafutina), die zur Kongregation für die Evangelisierung der Völker gehört und dem Erzbistum Suva untersteht.
Der zuständige Priester ist derzeit (2019) Reynaldo B. Getalado von den Philippinen.
In unmittelbarer Nähe steht die Tuvalu Brethren Church (Alofamautasi Gospel Chapel).